# О-Пюизо
О-Пюизо́ (фр. Eaux-Puiseaux) — коммуна во Франции, находится в регионе Шампань — Арденны. Департамент — Об. Входит в состав кантона Эрви-ле-Шатель. Округ коммуны — Труа.
Код INSEE коммуны — 10133.
Коммуна расположена приблизительно в 125 км к юго-востоку от Парижа, в 120 км юго-западнее Шалон-ан-Шампани, в 50 км к юго-западу от Труа.

## История
Коммуна О-Пюизо была образована в 1846 году в результате разделения коммуны Осон.

## Население
Население коммуны на 2008 год составляло 234 человека.
| 1962 | 1968 | 1975 | 1982 | 1990 | 1999 | 2008 |
| ---- | ---- | ---- | ---- | ---- | ---- | ---- |
| 248  | 216  | 186  | 186  | 172  | 194  | 234  |

## Экономика
В 2007 году среди 131 человек в трудоспособном возрасте (15—64 лет) 91 были экономически активными, 40 — неактивными (показатель активности — 69,5 %, в 1999 году было 69,4 %). Из 91 активных работали 84 человека (41 мужчина и 43 женщины), безработных было 7 (5 мужчин и 2 женщины). Среди 40 неактивных 10 человек были учениками или студентами, 19 — пенсионерами, 11 были неактивными по другим причинам.

## Фотогалерея

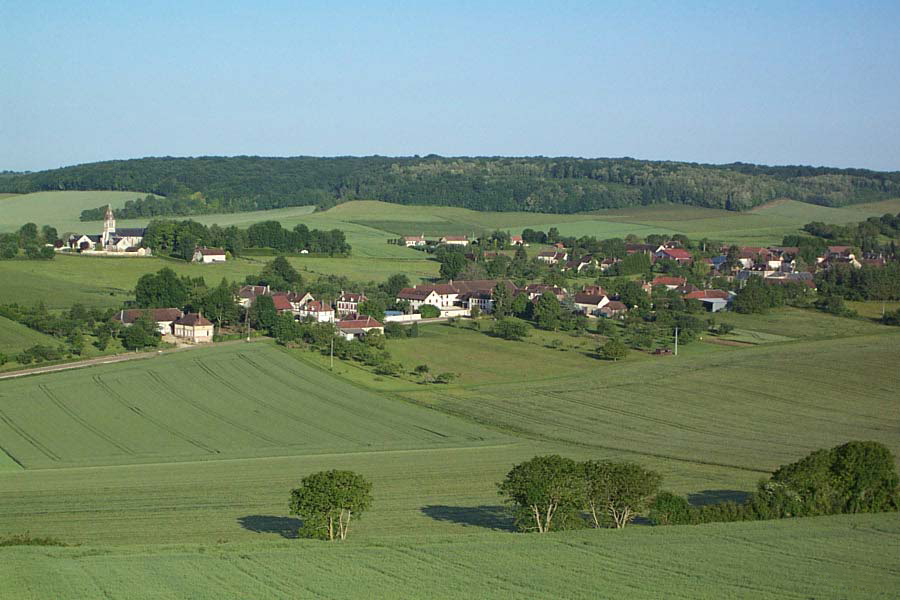
О-Пюизо
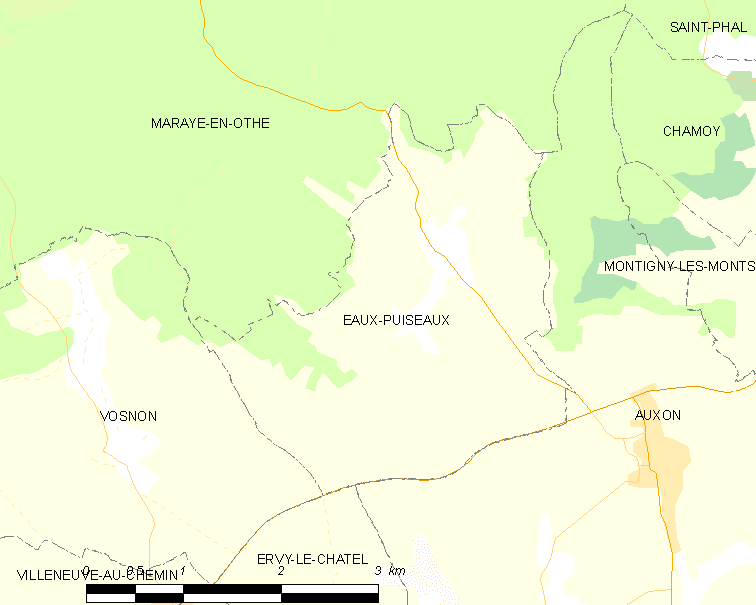
Карта коммуны